# Том Паркер-Боулз
Томас Генрі Чарльз Паркер-Боулз (англ. Thomas Henry Charles Parker Bowles ; нар. 18 грудня 1974) — британський письменник і харчовий критик. Паркер Боулз є автором семи кулінарних книг і у 2010 році здобув премію Гільдії письменників їжі за свої роботи про британську їжу. Він відомий своїми виступами як суддя у численних телевізійних продовольчих шоу-серіалах та своїми оглядами ресторанних страв по всій Великобританії та за кордоном для GQ, Esquire та The Mail on Sunday.
Паркер Боулз — син Камілли, королеви-консорт Великобританії, і бригадира Ендрю Паркера Боулза. Його вітчим і хрещений — Карл III. У нього є молодша сестра Лора Лопес.

## Раннє життя та освіта
Том Паркер Боулз народився 18 грудня 1974 року в Лондоні. Він виріс у маєтку Болдайд в Еллінгтоні, графство Вілтшир, а пізніше в Міддлвік-хаусі в Коршемі, Вілтшир. Він та його сестра Лаура були виховані у католицькій вірі, на відміну від англіканського оточення. Їхній батько, і бабуся по батьківській лінії, дама Енн Паркер Боулз, були католиками. Як і його батько, він перебуває у віддаленій лінії наслідування титулу графа Макклсфілда.
Паркер-Боулз здобув освіту в підготовчій школі Summer Fields в Оксфорді. У 1980-х роках він та його сестра відвідували підготовчу школу Хейвуда в Коршемі. Пізніше він навчався в Ітонському коледжі та Вустерському коледжі в Оксфорді. Паркер Боулз стверджує, що одразу після закінчення школи він закохався в їжу і цитує кулінарні навички і рецепти своєї матері як те, що надихнуло його стати письменником їжі.

## Кар'єра
З 1997 по 2000 рік Томас Паркер-Боулз був молодшим публіцистом у фірмі зв'язків із громадськістю Dennis Davidson Associates. В 2001 він став продовольчим оглядачем Tatler.
З 2002 року до цього часу він є харчовим письменником, критиком та телеведучим. Він є ресторанним критиком The Mail on Sunday та харчовим редактором Esquire. Він також є редактором Conde Nast Traveller (Великобританія та США) та Departures (США), а також постійним учасником Country Life, Harpers Bazaar та Town and Country.
З 2007 по 2010 рік Томас Паркер-Боулз разом з Метью Фортом та Меттом Теббаттом вів програму «Market Kitchen» на каналі Good Food Channel, а також протягом року вів програму «Їжа та напої» на радіостанції LBC. Він був суддею на Food Glorious Food та австралійському каналі Nine Network. 2017 року він був суддею, разом з Меттом Мораном і Анною Полівіу в 1 серії Family Food Fight (канал дев'яти Австралія) і за його участі знімали дві серії Family Food Fight, який показали наприкінці 2018 року. Він також є одним із постійних критиків MasterChef (Бі-Бі-Сі 1). 2014 року Паркер Боулз був названий одним із 10 найпопулярніших британських ресторанних критиків у Twitter.

## Кулінарні книги
Перша книга Паркера Боулза, опублікована у 2004 році, була «Ї означає їжа: алфавіт жадібності». Його наступна книга, «Рік небезпечної їжі: глобальна пригода у пошуках кулінарних крайнощів», була опублікована видавництвом Ebury у 2007 році. Його третю книгу, «Справжній англійський сніданок: зустрічі з британцями та їх їжею», було опубліковано у 2009 році та здобула премію гільдії продовольчих письменників 2010 року за кращу роботу про британську їжу. Його наступна книга «Давайте їсти: рецепти з моєї кухонної книжки», це збірка його улюблених рецептів з дитинства, зібраних з усього світу і написаних з урахуванням інтересів кухаря-аматора. Книга була видана St. Martin's Press у 2012 році. У жовтні 2014 року він випустив свою п'яту книгу «Їжмо м'ясо: рецепти першокласних нарізок, дешевих шматочків та чудових обрізків м'яса». Його сьому книгу, «Fortnum & Mason: різдвяні та інші зимові частування», було випущено у жовтні 2018 року.

## Ділові підприємства
У листопаді 2011 року Томас Паркер-Боулз разом із письменником Метью Фортом та фермером Рупертом Понсонбі запустили закуску зі свинини під назвою Mr Trotter's Great British Pork Crackling. Завдяки хорошим відгукам та успішним продажам закуски, у 2013 році вони запустили пивний бренд під назвою Mr Trotter's Chestnut Ale, який був виготовлений у партнерстві з пивоварною компанією Lancaster і вважається першим каштановим пивом, виготовленим у Великобританії.

## Особисте життя
10 вересня 2005 року, після п'яти років знайомства, Томас Паркер-Боулз одружився з Сарою Байс, помічницею редактора журналу Harpers & Queen і старшій редакторці журналу British Town & Country. Весілля відбулося в англіканській церкві Святого Миколая в Ротерфілд-Грейс, Оксфордшир. Його двоюрідний брат Бен Елліот був його шафером. Подружжя має двох дітей, які народилися у 2007 і 2010 роках.

## Публікації
- E is for Eating: An Alphabet of Greed. (2004). Long Barn Books. ISBN 978-1902421100
- The Year of Eating Dangerously: Global Adventure в Search of Culinary Extremes (2007). Ebury. ISBN 978-0091904913
- Full English: A Journey через British and Their Food. (2009). Ebury. ISBN 978-0091926687
- Let's Eat: Recipes from My Kitchen Notebook. (2012). St. Martin's Press. ISBN 978-1250014337
- Let's Eat Meat: Recipes для Prime Cuts, Cheap Bits and Glorious Scraps of Meat. (2014). Pavilion. ISBN 978-1909108318
- The Fortnum & Mason Cookbook. (2016). Harper Collins. ISBN 978-0008199364
- Fortnum and Mason: Christmas and Other Winter Feasts. (2018). Fourth Estate Ltd ISBN 978-0008305017